# In fuga
In fuga è una raccolta di racconti di Alice Munro pubblicati in Italia nel 2004 da Einaudi. La prima edizione in lingua inglese è stata pubblicata da McClelland and Stewart nel 2004. Il libro ha vinto il Premio Giller e il Rogers Writers' Trust Fiction Prize nel 2004.

## Racconti
- In fuga (Runaway)
- Fatalità (Chance)
- Fra poco (Soon)
- Silenzio (Silence)
- Passione (Passion)
- Rimetti a noi i nostri debiti (Trespasses)
- Scherzi del destino (Tricks)
- Poteri (Powers)

La raccolta ha una particolarità: i racconti Fatalità, Fra poco e Silenzio hanno infatti la stessa protagonista, Juliet Henderson, che viene rappresentata nei momenti diversi della sua vita dalla giovinezza all'età avanzata.

## Sinossi

### In fuga
Carla, una giovane donna che lavora in un maneggio insieme al marito Clark, sente il mondo che le cade addosso. La stagione lavorativa sta andando male per le continue piogge, il marito litiga con chiunque e inizia ad essere difficile da sopportare anche per la moglie e, infine, la capretta Flora che tenevano nella stalla per fare compagnia a persone ed animali è sparita da giorni. Al ritorno di Sylvia Jameison, la vicina di casa, da una vacanza Clark vuole che Carla finga che il defunto marito della donna aveva tentato di molestarla, per poter chiedere un risarcimento. Entrata in casa di Sylvia, che aveva aiutato nei periodi di malattia del marito, dopo una breve conversazione fra le due donne, invece scoppia in lacrime e sfoga tutta la sua frustrazione. Sylvia allora le propone di scappare: abbandonare la roulotte in cui abita, lasciare il maneggio e il marito. In breve organizzano una fuga verso Toronto, dove un'amica della signora Jameison l'avrebbe accolta.
Carla prende l'autobus ma dopo poche fermate ha una seconda crisi e scende di corsa dal veicolo a una stazione di sosta. il racconto prosegue con Clark che si presenta a casa dei Jameison con fare aggressivo nei confronti di Sylvia. Le racconta che la fuga è fallita e che Carla stessa l'ha chiamato implorandolo di venire a prenderla. La conversazione diventa via via sempre più intensa, finché all'improvviso non scende una nebbia e ricompare Flora. Da quel momento Sylvia e Clark iniziano a parlare con tono amichevole; il giorno successivo ritorna il bel tempo e il maneggio ricomincia ad avere scolaresche e comitive che danno lavoro ai due coniugi. Flora tuttavia non si è più vista e Carla non vuole sapere nemmeno cosa le è successo, forse per evitare che se scoprisse la verità, questo "incantesimo" si romperebbe.

### Fatalità
Il racconto inizia con Juliet, giovane supplente di materie classiche in un istituto di Vancouver, che una volta finito il semestre di lavoro nella scuola, prima di tornare a casa, decide di andare a trovare Eric, un uomo conosciuto mesi prima durante un viaggio in treno. Nel corso del racconto vengono quindi raccontati i due viaggi compiuti dalla protagonista: quello in treno in inverno di qualche mese prima e quello verso Whale Bay, dove abita, appunto, Eric. In treno Juliet aveva risposto in maniera seccata a un uomo anziano, che poco dopo si era suicidato gettandosi proprio contro la locomotiva. Sconvolta, Juliet racconta tutto proprio ad Eric, conosciuto poco prima sempre in una carrozza. I due conversano con sempre maggiore cordialità e dopo una serata passata a guardare le stelle nella carrozza panoramica, sarebbero sul punto di consumare un rapporto, ma Juliet ferma Eric.
Nel frattempo Juliet ha raggiunto la casa di Eric e ha conosciuto Ailo, la governante, mentre l'uomo è fuori a pescare. Gli viene raccontata la storia di Ann, la prima moglie, morta da poco dopo otto anni passati in stato quasi vegetativo in seguito a un incidente. Juliet viene inoltre a sapere che Eric ha avuto altre amanti in questo periodo e crede di essere come un giocattolo nelle mani di quest'uomo. Più volte è sul punto di andarsene, ma infine è accolta in maniera calorosa da Eric al suo ritorno ed è contenta di essere rimasta.

### Fra poco
Dopo circa tre anni dal primo incontro con Eric, Juliet ha avuto una figlia con lui, Penelope, e quando ha tredici mesi decide di portarla a casa dai suoi genitori Sam e Sara per fargliela conoscere. Viene accolta alla stazione del treno proprio dai due, ma scopre anche che hanno assunto una giovane domestica, Irene, che li aiuta con le faccende di casa. Sam ha infatti lasciato il suo lavoro da insegnante per dedicarsi alla produzione e commercio di prodotti ortofrutticoli, mentre Sara è in condizioni sempre più precarie per l'avanzare della sua malattia. Alla stazione fa anche la conoscenza di Ailo, una governante assunta da Sam per aiutarlo sia con la moglie, sia con le faccende della sua nuova attività. Al ritorno nel suo paese d'origine Juliet si trova peró sempre più a disagio. Durante una passeggiata incontra un suo vecchio compagno di classe, che aveva rinunciato agli studi perchè si era dovuto sposare con una ragazza che aveva messo incinta. La discussione è cordiale, ma Juliet si indispettisce quando le dice che gli dispiace molto per la sua "sutuazione", ovvero che ha una figlia con un uomo con cui non è sposata.
Anche la compagnia di Ailo si dimostra poco favorevole. La sua presenza in casa ha stravolto gli spazi che Juliet ricordava e considera fin troppo straziante il suo passato. Il padre di Ailo ha infatti abbandonato la famiglia non appena era arrivato in città, la madre aveva avuto un esaurimento ed era morta la sorella maggiore, così il peso dei fratelli minori è ricaduto sulla giovane ragazza, che lavora instancabilmente al punto che Sam ammette che senza di lei non saprebbe come far andare avanti la casa e l'azienda. Anche il rapporto con il padre si mostra più conflittuale. Da piccola Juliet lo ammirava perchè sapeva rispondere a tutte le sue domande, ora si accorge che nemmeno lui, che pure ha sempre considerato un uomo di larghe vedute, accetta la sua vita. Sam addirittura ammette che l'ha fatta scendere a una stazione piú lontana da quella della loro città per evitare che la figlia fosse vista in giro, inoltre rivela che ha lasciato il suo lavoro sia perchè l'ambiente gli era ostile, in quanto lui e la moglie sono sempre stati fuori dagli schemi, ma anche perchè Juliet ha una figlia con un uomo con cui non è sposata.
Il conforto di Juliet arriva quindi dalla madre, in condizioni tuttavia sempre più precarie. La donna le chiede di non giudicare troppo gravemente Sam, che ha dovuto sopportare molte difficoltà negli ultimi tempi, compresa lei stessa. Per lo meno Penelope inizia ad andare d'accordo con la nonna. Le due donne ricevono la visita di Don, un pastore della chiesa locale. Juliet è dapprincipio molto sorpresa che Sara riceva un ministro, visto che loro non sono mai stati religiosi ed erano gli unici insegnanti che spiegavano le teorie evoluzionistiche, tuttavia è rincuorata dalla madre. Nasce una forte discussione fra la giovane e Don sulla religione e l'esistenza di Dio, a partire proprio da Penelope, che non è battezzata e all'uomo spiace che le venga negata la Fede. Juliet gli risponde che non hanno bisogno di andare in chiesa e velocemente il dibattito prende toni sempre più polemici, finché Don non ha una crisi glicemica che Juliet velocemente identifica e risolve con un bicchiere di gazzosa. Infine la donna ha un ultimo scambio con Sara, in cui le spiega che Don, come lei, è molto malato e ha bisogno della Fede, così come ne ha bisogno lei nei momenti di crisi. La sua Fede tuttavia è diversa ed è legata alla speranza che la figlia verrà a trovarla fra poco. Il racconto tuttavia si chiude con Juliet che ammette di non essere andata a visitarla nei suoi ultimi giorni o al funerale e ne è fortemente addolorata.

### Silenzio
Juliet è su un battello diretta a recuperare la figlia Penelope che aveva trascorso qualche settimana in una specie di comunità hippy. Eric è morto da qualche anno e dopo la morte di ha iniziato a lavorare per una televisione locale e ha ottenuto una discreta fama come presentatrice di un programma in cui intervista persone che vivono esistenze singolari. Arrivata in questo campo estivo, viene accolta da Joan, una delle responsabili, che accoglie Juliet in maniera cordiale, tuttavia le dice che la figlia non è più lì e non vuole più avere nulla a che fare con la madre. Joan le spiega che Penelope era molto "affamata" e che non aveva mai potuto esplorare la sua dimensione spirituale e che una volta capito, non ha più intenzione di vedere la madre. Juliet è furiosa e sconvolta, tanto da pensare che sua figlia sia stata raggirata o peggio, tuttavia quando per il giorno del compleanno di Penelope, le arriva a casa un comune biglietto di auguri che non ha alcuna firma o dedica, tuttavia ha la scrittura inconfondibile della figlia, inizia a pensare quale possa essere la ragione di questa fuga. 
Ne discute con Christa, che era stata amante di Eric prima che i due si conoscessero e adesso è la sua migliore amica, e comprende che il biglietto è il modo che Penelope ha per farle capire che sta bene e che non vuole più rivederla. Juliet inizia quindi a interrogarsi su cosa abbia potuto fare per scatenare una reazione tale nella figlia, che le è sempre sembrata una ragazza forte e pratica, senza particolari problemi o mancanze. Ripercorre quindi tutta la sua vita, a partire dalla morte di Eric. I due avevano litigato e non si erano riappacificati del tutto quando lui era dovuto uscire in barca per controllare la pesca. Una forte tempesta aveva sconvolto la costa e dopo qualche giorno fu ritrovato il corpo morto dell'uomo, straziato anche da alcuni animali. Si era improvvisata una cremazione sulla spiaggia del cadavere, una specie di funerale vichingo in cui Juliet non comprese fino in fondo che era morto l'unico uomo della sua vita che aveva mostrato sincero interesse nella sua persona e in cui scherzò anche sul suo ruolo di vedova che doveva gettarsi sulla pira del marito. 
Non potendo più pescare, Juliet decise di vendere la casa di Whale Bay e trasferirsi a Vancouver. Un pomeriggio ha una specie di attacco di panico e si accorge che Eric è morto per davvero e che non potrà più parlargli e appacificarsi con lui. Penelope decise di prendersi cura della madre e dei suoi forti sbalzi d'umore, saltando anche la scuola se necessario. Pochi anni dopo la fuga della figlia, smisero di arrivare i biglietti di auguri per il compleanno. Juliet lo interpretò come il modo per dirle che anche quel contatto ormai non serviva più. La donna perde il lavoro in televisione e riprende i suoi studi classici, immaginando anche di allestire un musical sulle Etiopiche di Eliodoro di Emesa, in cui però la regina d'Etiopia si riappacifica con la figlia Cariclea. Infine inizia una relazione con Gary Lamb, fratello di Christa, che intanto è molto malata, ma la relazione è destinata a fallire perché non riuscì mai a parlarle di Penelope. A Juliet arriva però un'ultima notizia sulla figlia, grazie a una sua vecchia amica che le racconta di averla vista al centro commerciale mentre acquistava delle uniformi per la scuola privata dei figli. Capisce quindi che Penelope è un enigma forse più complicato di quanto credesse, che non è una hippy ma la moglie di un uomo ricco. Il racconto si chiude con Juliet che continua i suoi studi, lavora part time in un bar e continua a sperare di ricevere un perdono immeritato dalla figlia. 

### Passione
Il racconto inizia con un'anziana signora di nome Grace, che è appena tornata a visitare una cittadina in cui aveva trascorso l'estate molti anni prima.

### Scherzi del destino
Il racconto inizia presentando Robin, ventisettenne infermiera che ha dedicato la sua vita ad occuparsi della sorella minore, Joanne, disabile. L'esordio del racconto la mostra disperata perché il vestito verde pistacchio che aveva mandato in tintoria non sarà pronto per il giorno in cui doveva andare nella città vicina ad assistere a un festival shakespeariano, una sua piccola tradizione. Ogni anno infatti si reca ad assistere a una rappresentazione di questa rassegna, quasi il suo unico momento di felicità della sua vita.
Con un flashback si scopre che l'anno precedente Robin aveva perso la borsetta nel teatro ed era quindi rimasta senza soldi e senza il biglietto del treno per tornare a casa. Mentre piangeva disperata sui gradini, era stata però soccorsa da un uomo con qualche anno in più di lei, che si era proposto non solo di prestarle il denaro necessario per comprare un nuovo biglietto, ma anche di ospitarla a casa sua per cena. Robin scopre che l'uomo si chiama Danilo Adzic, ma preferisce farsi chiamare Daniel, è un immigrato montenegrino e, come lei, è appassionato di Shakespeare, in quanto lo aveva studiato quando ha imparato l'inglese. I due vivono una serata da sogno, fino al momento in cui, alla stazione ferroviaria, condividono un bacio appassionato e una promessa. Daniel infatti dovrà tornare in Montenegro e teme che il denaro inviato per posta, con cui Robin intende rimborsare la spesa per il biglietto, arrivi troppo tardi, quindi propone alla ragazza di ritrovarsi esattamente fra un anno, con lo stesso vestito verde pistacchio.
Robin quindi vive mesi di attesa, in cui cerca di carpire quante più informazioni sul Montenegro, finché a ridosso del giorno stabilito, non manda il vestito verde pistacchio in tintoria, ma non riesce ad essere lavato in tempo, quindi ne compra uno di un colore simile ma diverso. Inoltre, il giorno della promessa, Robin ha un leggero malessere nel teatro e decide di uscire prima dalla rappresentazione. Si reca quindi al negozio di orologi di Daniel, ma l'uomo le chiude la porta in faccia senza nemmeno rivolgerle la parola. La ragazza si sente umiliata e abbandonata oltre misura e pensa che il suo ritorno in Montenegro fosse dovuto alla necessità di trovarsi una moglie e che quello era il modo migliore per "disfarsi" di una donna che non doveva più entrare nella sua vita.
Molti anni dopo Robin lavora in un istituto per malati terminali. Ha vissuto una vita solitaria e segnata dal rancore verso il genere maschile. Non si è mai sposata e ha avuto delle relazioni segrete con uomini già sposati. Un giorno al suo ospedale viene portato un uomo di nome Alxander Adzic e riconosce immediatamente il cognome, pensando che Daniel fosse il secondo nome o un nome falso. Si fa dare delle informazioni da una collega e scopre che Alexander è il fratello gemello con disabilità intellettiva di Daniel Adzic, morto da poco. Capisce quindi che l'uomo che non l'aveva riconosciuta molti anni prima era Alexander e non Daniel, che doveva essere uscito per qualche minuto dal negozio. In un attimo si scioglie tutto il rancore e intuisce che anche Daniel si era sentito abbandonato come lei. Robin capisce che una vita insieme sarebbe stata molto complicata, ma ha un unico rimpianto: non poter spiegare quello che è successo a lui. 

### Poteri
il racconto è diviso in cinque parti e inizia con gli appunti del diario di una ragazza che solo successivamente si scopre chiamarsi Nancy ed è la protagonista del racconto.

## Edizioni
- Alice Munro, In fuga, traduzione di Susanna Basso, collana Einaudi Tascabili, Einaudi, 2006,  pp. 312, cap. 8, ISBN 88-06-18073-8.